# James Williamson (matemático)
James Williamson (Dumfriesshire, 1725 – 1795) foi um religioso e matemático escocês, um dos fundadores da Sociedade Real de Edimburgo.

## Formação e carreira

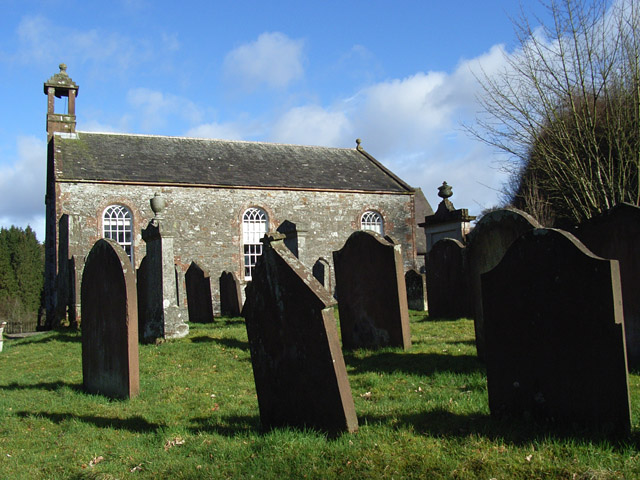
Igreja de Wamphray

Nasceu em Dumfriesshire em 1725, filho de James Williamson.
Estudou matemática na Universidade de Glasgow, aluno de Robert Simson. Sua formação teológica não é clara, mas ele foi licenciado para pregar pela Igreja da Escócia em 1752. Foi ordenado na Igreja de Newton Wamphray em 1755 e transferido para Closeburn em 1757. Em 1761 foi nomeado Professor de Matemática na Universidade de Glasgow em sucessão a seu mentor Prof. Simson.
Em 1783 foi um dos fundadores da Sociedade Real de Edimburgo.
Aposentou-se em 1789 e nomeou o professor James Millar como seu sucessor. Morreu em sua casa de faculdade em Glasgow em 3 de junho de 1795.